# Kurt Jara
Kurt Jara (nacido el 14 de octubre de 1950 en Innsbruck, Austria) es un exfutbolista austríaco. Jugaba de centrocampista y su primer club fue Wacker Innsbruck.

## Carrera
Comenzó su carrera en 1968 jugando para el Wacker Innsbruck. Jugó para el club hasta 1973. En ese año se fue a España para integrarse a las filas del Valencia, en donde se mantuvo hasta el año 1975. En ese año se fue a Alemania para sumarse al MSV Duisburgo, donde jugó hasta 1980. En ese año pasó al Schalke 04. Jugó para el equipo hasta 1981. En ese año se fue a Suiza, para formar parte de las filas del Grasshopper Zürich, donde finalmente colgó las botas en el año 1985.

## Selección nacional
Ha sido internacional con la selección de fútbol de Austria durante 1971 y 1985.

## Clubes
| Club               | País     | Año       |
| ------------------ | -------- | --------- |
| Wacker Innsbruck   | Austria  | 1968-1973 |
| Valencia CF        | España   | 1973-1975 |
| MSV Duisburgo      | Alemania | 1975-1980 |
| Schalke 04         | Alemania | 1980-1981 |
| Grasshopper Zürich | Suiza    | 1981-1985 |

- Datos: Q694672
- Multimedia: Kurt Jara / Q694672